# Селькямарьянсаари
Селькямарьянсаари (фин. Selkämarjasaari — «остров хребтовой ягоды», Марисари, Селька) — небольшой остров в Ладожском озере. Относится к группе Западных Ладожских шхер. Входит в состав Лахденпохского района Карелии, Россия.

## География
Длина 1 км, ширина 0,4 км. Остров вытянут с северо-запада на юго-восток, расположен в 2,5 км восточнее острова Кильпола. Равнинный, с наивысшей точкой 10 м, полностью покрыт лесами. На сайте sevprostor.ru даётся следующее его описание: «Остров этот, в контрасте с остальным ландшафтом — совершенно плоский. Само его побережье усыпано круглыми камнями, а дальше, по всему периметру острова идет резкий высокий подъем, а за ним — совершенно ровное пространство, поросшее лесом».